# Jacqueline Bisset
Winnifred Jacqueline Fraser-Bisset, coneguda artísticament com a Jacqueline Bisset, (Weybridge, Surrey, 13 de setembre de 1944) és una actriu anglesa.

## Biografia
Va néixer amb el nom de Winifred Jacqueline Fraser Bisset. La seva mare era francesa i exercia la professió d'advocada. Sent nena, Bisset va prendre classes de ballet. A l'edat de 15 anys a la seva mare se li va diagnosticar una esclerosi múltiple que li va impedir dur una vida normal. Els seus pares es van divorciar i ella va decidir anar a viure amb la seva mare, a fi de poder ajudar i cuidar-la. En aquesta època va iniciar els estudis d'interpretació. Al mateix temps va treballar de model de fotografia.
Va aconseguir ser contractada per a petits papers en diverses pel·lícules, fins que el 1967 va ser triada per a interpretar un paper protagonista en Dos a la carretera, pel qual va rebre crítiques molt positives. A continuació va intervenir en Casino Royale, una pel·lícula de James Bond.
El 1968 Mia Farrow, que travessava una època de dificultats personals, va abandonar el rodatge de The Detective i Bisset va obtenir el seu paper. La seva següent pel·lícula va ser Bullitt, que va protagonitzar al costat de Steve McQueen. Uns anys després, el 1973, va participar en la pel·lícula de François Truffaut La nit americana, gràcies a la qual es va guanyar el respecte del públic i dels directors de cinema europeus. The Deep, pel·lícula rodada el 1977 i en la qual van participar també Robert Shaw i Nick Nolte, li va valer el qualificatiu d'"actriu més atractiva de tots els temps" que li va donar la revista Newsweek arran d'unes escenes en les quals Bisset neda vestida únicament amb una samarreta.
Poc després, Bisset va actuar en Riques i famoses, amb Candice Bergen, i Sota el volcà, amb Albert Finney. Per aquesta última, rodada el 1984, va ser nominada a un Globus d'Or, premi per al qual ja havia estat nominada el 1979 per Qui va matar als grans xefs? També va ser nominada per al César, l'equivalent francès dels Oscars, pel seu paper en la pel·lícula francesa La Cérémonie.
Al llarg de la seva carrera, Bisset ha treballat amb directors tan famosos com el ja citat François Truffaut, John Huston, George Cukor i Roman Polanski, entre d'altres. A més de treballar en cinema, Bisset ha actuat també en diverses pel·lícules de televisió, sobretot a partir de la dècada del 1990, algunes de les quals han tingut un notable èxit. Un dels papers amb els quals s'ha pogut familiaritzar més és el personatge de Jacqueline Kennedy, que ha interpretat tant en el cinema com en la televisió.
Bisset és coneguda com a actriu que no escatima temps per a signar autògrafs, fins i tot personalitzats, per als seus admiradors i admiradores. No ha estat casada mai, però ha mantingut relacions amb diversos homes.

## Filmografia
| Any        | Pel·lícula                                                | Paper                    | Notes |
| ---------- | --------------------------------------------------------- | ------------------------ | --- |
| 1965       | El knack (The Knack... and How to Get It)                 | Extra                    | No surt als crèdits |
| 1966       | Cul-de-sac                                                | Jacqueline               | |
| 1966       | Drop Dead Darling                                         | Dancer                   | |
| 1966       | Casino Royale                                             | Miss Goodthighs          | |
| 1967       | The Cape Town Affair                                      | Candy                    | |
| 1967       | Dos a la carretera (Two for the Road)                     | Jackie                   | |
| 1968       | The Detective                                             | Norma Maclver            | |
| 1968       | The Sweet Ride                                            | Vickie Cartwright        | Nominada al Globus d'Or a la millor promesa |
| 1968       | Bullitt                                                   | Cathy                    | |
| 1968       | The First Time                                            | Anna                     | |
| 1969       | The Grasshopper                                           | Christine Adams          | |
| 1969       | L'échelle blanche                                         | Wendy Sinclair           | |
| 1970       | Airport                                                   | Gwen Meighen             | |
| 1971       | The Mephisto Waltz                                        | Paula Clarkson           | |
| 1971       | Believe in Me                                             | Pamela                   | |
| 1971       | Secrets                                                   | Jenny                    | |
| 1972       | Stand Up and Be Counted                                   | Sheila Hammond           | |
| 1972       | The Life and Times of Judge Roy Bean                      | Rose Bean                | |
| 1973       | The Thief Who Came to Dinner                              | Laura                    | |
| 1973       | La nit americana (La Nuit américaine)                     | Julie                    | |
| 1973       | Com destruir el millor agent del món (Le Magnifique)      | Tatiana/Christine        | també titulada How to Destroy the Reputation of the Greatest Secret Agent... |
| 1974       | Assassinat a l'Orient Express                             | Comtessa Andreyni        | |
| 1975       | The Spiral Staircase                                      | Helen Mallory            | |
| 1975       | Der Richter und sein Henker                               | Anna Crawley             | |
| 1975       | La donna della domenica                                   | Anna Carlo Dosio         | |
| 1976       | El temerari Ives (St. Ives)                               | Janet Whistler           | |
| 1977       | L'abisme (The Deep)                                       | Gail Berke               | |
| 1978       | The Greek Tycoon                                          | Liz Cassidy              | |
| 1978       | Who Is Killing the Great Chefs of Europe?                 | Natasha O'Brien          | Nominada al Globus d'Or a la millor actriu musical o còmica |
| 1979       | Amo non amo                                               | Louise                   | també titulada Together ? |
| 1980       | When Time Ran Out                                         | Kay Kirby                | |
| 1981       | Inchon                                                    | Barbara Hallsworth       | |
| 1981       | Rich And Famous                                           | Liz Hamilton             | |
| 1983       | Class                                                     | Ellen Burroughs          | |
| 1984       | Sotà el volcà (Under the Volcano)                         | Yvonne Firmin            | Nominada al Globus d'Or a la millor actriu secundària |
| 1984       | Forbidden                                                 | Nina von Halder          | |
| 1985       | Anna Karenina                                             | Anna Karenina            | Telefilm |
| 1986       | Choices                                                   | Marisa Granger           | Telefilm |
| 1987       | High Season                                               | Katherine Shaw           | |
| 1987       | Napoleon and Josephine: A Love Story                      | Josephine de Beauharnais | Minisèrie TV |
| 1988       | La Maison de Jade                                         | Jane Lambert             | |
| 1989       | Scenes from the Class Struggle in Beverly Hills           | Clare Lipkin             | |
| 1989       | Orquídia salvatge (Wild Orchid)                           | Jackie                   | |
| 1991       | Un amour de banquier                                      | Nicole Chantrelle        | Telefilm |
| 1991       | Rossini! Rossini!                                         | Isabella Colbran         | |
| 1993       | Hoffman's Hunger                                          | Marian Hoffman           | |
| 1993       | Corrupt Justice                                           | Holly McPhee             | també titulada CrimeBroker |
| 1993       | Les Marmottes                                             | Frédérique               | |
| 1994       | Leave of Absence                                          | Nell                     | Telefilm |
| 1995       | La Cérémonie                                              | Catherine Lelievre       | Nominada al César a la millor actriu secundària |
| 1996       | September                                                 | Pandora                  | Telefilm |
| 1996       | Once You Meet a Stranger                                  | Sheila Gaines            | Telefilm |
| 1997       | End of Summer                                             | Christine Van Buren      | |
| 1998       | Dangerous Beauty                                          | Paola Franco             | |
| 1999       | Let the Devil Wear Black                                  | Helen Lyne               | |
| 1999       | Caça de bruixes (Witch Hunt)                              | Barbara Thomas           | |
| 1999       | Joan of Arc                                               | Isabelle d'Arc           | Minisèrie TV Nominada al Premi Emmy per la millor actriu secundària – Minisèries o telefilm Nominada al Globus d'Or a la millor actriu secundària – Sèries, Minisèries o Telefilm |
| 1999       | Hey Arnold!                                               | Madame Parvenu           | Episodi: "Grudge Match/Polishing Rhonda" |
| 1999       | Jesus                                                     | Mary                     | Telefilm |
| 2000       | El Britannic (Britannic)                                  | Lady Lewis               | Telefilm |
| 2000       | Les Gens qui s'aiment                                     | Angie                    | |
| 2000       | Sex & Mrs. X                                              | Madame Simone            | Telefilm |
| 2000       | In the Beginning                                          | Sarah                    | Telefilm |
| 2001       | The Sleepy Time Gal                                       | Frances                  | |
| 2001       | New Year's Day                                            | Geraldine                | |
| 2001– 2002 | Ally McBeal                                               | Frances Shaw             | 2 episodis |
| 2002       | Dancing at the Harvest Moon                               | Maggie Webber            | Telefilm |
| 2003       | America's Prince: The John F. Kennedy Story               | Jacqueline Kennedy       | Telefilm |
| 2003       | Latter Days                                               | Lila                     | |
| 2003       | Swing                                                     | Christine / Mrs. DeLuca  | |
| 2003       | Law & Order: SVU                                          | Juliet Barclay           | Episodi: "Control" |
| 2004       | The Survivors Club                                        | Carol Rosen              | Telefilm |
| 2004       | Fascination                                               | Maureen Doherty          | |
| 2005       | El despertar de l'amor (The Fine Art of Love: Mine Ha-Ha) | La directora             | |
| 2005       | Domino                                                    | Sophie Wynn              | |
| 2005       | Summer Solstice                                           | Alexia                   | Telefilm |
| 2006       | Save the Last Dance 2                                     | Monique                  | |
| 2006       | Nip/Tuck                                                  | James                    | 7 episodis |
| 2007       | Carolina Moon                                             | Margaret Lavelle         | Telefilm |
| 2008       | Death in Love                                             | Mother                   | |
| 2008       | An Old Fashioned Thanksgiving                             | Isabella                 | |
| 2009       | The Eastmans                                              | Emma Eastman             | pilot CBS |
| 2010       | The Last Film Festival                                    | Claudia Benvenuti        | |
| 2010       | An Old Fashioned Christmas                                | Isabella                 | Prevista estrena 11 desembre 2010 |
| 2011       | Vivaldi                                                   | La Comtessa              | Preproducció |
| 2010-2016  | Rizzoli & Isles                                           | Constance Isles          | sèrie de televisió |